# Osmundo de Salisbury
Osmundo (f. 3 de diciembre de 1099), conde de Sées, era un noble y clérigo normando. Después de la conquista normanda de Inglaterra, se desempeñó como Lord Canciller (c. 1070-1078) y como segundo obispo de Salisbury, o Old Sarum.

## Biografía
Osmundo, nativo de Normandía, acompañó a Guillermo, duque de Normandía a Inglaterra, y fue nombrado canciller del reino alrededor de 1070. Estuvo empleado en muchas transacciones civiles y fue contratado como uno de los comisionados en jefe para redactar el Domesday Book.
Osmundo se convirtió en obispo de Salisbury por autoridad del Papa Gregorio VII, y fue consagrado por Lanfranc, arzobispo de Canterbury, alrededor del 3 de junio de 1078.  Su diócesis comprendía los condados de Dorset, Wiltshire y Berkshire, habiendo absorbido los antiguos obispados de Sherborne y Ramsbury bajo su titular Herman en el Consejo de Londres de 1075. En sus Actas de los obispos ingleses, Guillermo de Malmesbury describe la Salisbury medieval como una fortaleza más que como una ciudad, colocada en una colina alta, rodeada por una muralla maciza. Pedro de Blois se refirió más tarde al castillo y la iglesia como "el arca de Dios encerrada en el templo de Baal".
El biógrafo de Enrique I de Inglaterra, C. Warren Hollister, sugiere la posibilidad de que Osmund fuera en parte responsable de la educación de Enrique; Enrique estuvo constantemente en la compañía del obispo durante sus años de formación, alrededor de 1080 a 1086.
En 1086, Osmund estuvo presente en la Gran Gemota celebrada en Old Sarum cuando se aceptó el Libro de Domesday y los grandes terratenientes juraron lealtad al soberano.
Osmund murió en la noche del 3 de diciembre de 1099, y fue sucedido, después de que la sede había estado vacante durante ocho años, por Roger de Salisbury, un estadista y consejero de Enrique I. Sus restos fueron enterrados en Old Sarum, luego trasladado a New Salisbury el 23 de julio de 1457 y depositado en la Lady Chapel, donde su suntuoso santuario fue destruido bajo Enrique VIII. Una losa plana con la inscripción simple mxcix se ha colocado en varias partes de la catedral. En 1644 estaba en medio de la Lady Chapel. Ahora está debajo del arco más oriental en el lado sur.